# Куруш (Русија)
Куруш је планинско село у јужном Дагестану. Смештено на 2 480–2 560 m надморске висине, у зависности од извора (топографске карте показују центар на око 2530 м), представља највише стално насељено место Великог Кавказа и Европе  као најјужније насеље у Руској Федерацији. 
2015. године Куруш је имао 813 становника.